# Kingsford, New South Wales
Kingsford este o suburbie în Sydney, Australia.